# Tye Fields
Pour les articles homonymes, voir Fields.
Tye Fields est un ancien boxeur américain né le 8 février 1975 à Missoula au Montana.

## Carrière
Passé professionnel en 1999, sa carrière est principalement marquée par un titre de champion poids lourds des États-Unis remporté en 2003 après sa victoire aux points face à Sherman Williams.